# Steinsche Gasse (Stadtbahn di Duisburg)
La stazione di Steinsche Gasse è una stazione sotterranea della Stadtbahn di Duisburg. Posta nel quartiere Altstadt ("centro storico"), si trova sotto la strada denominata "Steinsche Gasse", dalla quale prende il nome.

## Storia
La stazione di Steinsche Gasse venne progettata come parte dell'Innenstadttunnel, la galleria che sottopassa il centro cittadino; questa infrastruttura venne attivata all'esercizio l'11 luglio 1992.

## Strutture e impianti
Si tratta di una stazione sotterranea, con due binari – uno per ogni senso di marcia – serviti da una banchina ad isola.
L'accesso avviene tramite due mezzanini posti alle due estremità della banchina. Il mezzanino principale, posto all'estremità est, è posto sotto il Friedrich-Wilhelm Platz; all'estremità ovest si trova un secondo mezzanino in corrispondenza della Leidenhofstraße.
La banchina è stata progettata e costruita con un'altezza di 90 centimetri sul piano del ferro, per consentire un accesso a raso alle vetture della metropolitana leggera; tuttavia, poiché i binari sono percorsi anche da vetture tranviarie classiche, una breve sezione è stata ribassata ad un'altezza di 26 centimetri dal piano del ferro, per facilitare l'accesso anche a queste ultime.
L'allestimento architettonico della stazione fu progettato da Walter e Gunnar Wolkmann, e si caratterizza per l'uso di piastrelle quadrate di piccole dimensioni, colorate nei toni del grigio e dell'azzurro.

## Movimento
La stazione è servita dalla linea U79 della Stadtbahn ("metropolitana leggera") e dalla linea 903, esercita con vetture tranviarie classiche.

## Interscambi
- Fermata autobus[4]